# Boraszewo
Boraszewo – wieś kociewska w Polsce położona w województwie pomorskim, w powiecie starogardzkim, w gminie Skórcz.
W latach 1975–1998 miejscowość administracyjnie należała do województwa gdańskiego.